# 桃雲寺
桃雲寺（とううんじ）は、石川県金沢市野田町にある曹洞宗の寺院。山号は高徳山。九万坊大権現・高徳山桃雲寺。開山、象山徐芸。前田利家（高徳院殿桃雲浄見大居士）の菩提寺。加賀藩前田家墓所（野田山）の墓守寺。野田山墓地全体の管理寺（江戸時代）。

## 歴史
前田家重臣、神谷守孝・篠原一孝（ここで京都で亡くなった養父・篠原長重の菩提を弔っていたといわれる）の設立した小庵を慶長5年（1600年）、前田利長が母・芳春院（前田利家正室・まつ）の意向を受けて、遺言により野田山に葬った前田利家の菩提寺として豪壮な寺に一転、改築（創建）した。宝円寺二世・象山徐芸を隠居させ、開山とした。当初、野田の宝円寺と呼ばれたが、後に前田利家の法名・高徳院殿桃雲浄見大居士に因んで、高徳山桃雲寺と称した。元和2年（1616年）、伽藍を焼失するが、芳春院により再建され、前田利常から寺領58石を寄進された。以後、藩祖・前田利家の菩提寺、加賀藩前田家墓所（野田山）の墓守寺として歴代藩主より手厚い保護を受ける。芳春院の思い入れの深い寺であり、桃雲寺の扱いに関する怒髪天を衝く怒りに充ちた江戸からの村井長次宛の「手紙」が残されている。
「…野田宝円寺（桃雲寺）は夫・利家を納めた菩提寺であり、小松にいた象山徐芸を呼び寄せて置き、さらに寺領として、私が利長から給わった山を寄進しました。しかし今、金沢宝円寺（宝円寺）の末寺のようになっているのはおかしなことです。高岡のうつけ坊主と量山繁応（宝円寺四世）が私の言い分と異なることを言っても取り上げないでください。野田宝円寺（桃雲寺）にいたくないと象山（象山徐芸）が言うので、他の坊主よりは私が取り立てた泰山雲堯を住持にしたいと言ったのです。年寄にも説明し、それが無理か有様を聞いてほしいと伝えてください…」
結局、桃雲寺の住持選定と「宝円寺の末寺扱いするな」という芳春院の意向が通ったのである。芳春院の逝去に際して宝円寺と桃雲寺で葬儀の奪い合いが起こったが、葬儀は桃雲寺二世和尚・泰山雲堯（朝倉義景の第三子で朝倉家滅亡の折、乳母に抱えられ落隠し後に出家させられ、象山徐芸の弟子となる。芳春院は「坊や、坊や」と頭を撫でて我が子のように可愛いがり世話をした）を引導師として桃雲寺で執り行われた。前田家の寺ではあるが、芳春院と密接な関係である篠原家（芳春院生家。本家・分家、出羽守家時代の別家。篠原出羽守家断絶後、復興・継承された篠原別家の菩提寺は、日蓮宗・立像寺。なお、本家は野田山とは別に桃雲寺境内にも墓所が存在した）、加賀八家筆頭・前田土佐守家（前田利政の子で芳春院の孫・前田直之を初代とする家。篠原家とは姻戚関係）、加賀八家・村井家（人質となった芳春院のお供で江戸へ赴いた村井長頼を初代とする家。篠原家とは姻戚関係）の菩提寺でもある。とりわけ、篠原家と前田土佐守家は、隣接した祭壇（位牌置き場）があり（両家は、野田山墓地でも隣接しており、家臣最上段にある篠原本家・分家墓所の直ぐ下に前田土佐守家墓所がある）、篠原長重（芳春院の兄）、篠原一孝（長重の第一の養子。義弟・篠原長次が本家を継承したことで前田利家の命で別家となる。利家の死に際して遺体を金沢まで護送し、葬儀を執行、自ら「利家の位牌」を持ち、野田山御廟所の前田利家・墓石堂の造立施主となる）、篠原長次（長重の第二の養子で、前田利家の子。篠原本家を継承）、保智姫(前田利家の九女で一孝の嫡男・篠原一由の正室)、前田利政（前田利家の次男、母は芳春院）、前田直之（前田利政の子。芳春院の尽力で前田土佐守家初代となる）の位牌も置かれていた。桃雲寺は、宝円寺（金沢市宝町）、天徳院（金沢市小立野）と並ぶ加賀藩前田家の最重要な寺であったが、明治6年（1873年)の焼失とその後の再三にわたる縮小で往時の豪壮な姿を偲ぶことはできない小さな寺となっている。

## 利家遥拝墓
桃雲寺境内にある「高徳院殿贈従一位行亜相桃雲浄見公大居士」と刻まれた前田利家の高さ3メートル強の五輪塔。老いた芳春院が、山頂まで登るのが困難になったため、桃雲寺から山頂の墓所を拝むために建造された遥拝墓と伝えられている。

## 文化財（金沢市指定文化財）
- 「絹本著色 前田利家画像」
- 「絹本著色 芳春院（利家夫人）画像」（伝 長谷川等伯筆）

## 参考資料
- 『金沢市史』（通史編2　近世）金沢市編さん委員会、2005年。
- 『芳春院没後400年記念 図録 芳春院まつの書状』（増補改訂）前田土佐守家資料館、2017年11月。全国書誌番号:23014018。
- 日置謙 編『加能郷土辞彙』金沢文化協会、1942年。全国書誌番号:53013743。
- 「加賀藩篠原家の祖　篠原弥助長重の『謎』」篠原雅樹、石川県人会広報（連載シリーズ36号、37号、39号）2011年-2012年。
- 「九万坊大権現　高徳山桃雲寺　パンフレット」桃雲寺発行。